# أنعم نجم
انعم نجم (بالإنجليزية: Anam Najam) ((بالأردية: انعم نجم)) وهي طبيبة باكستانية متخصصة في الطب النفسي من مظفر آباد، آزاد كشمير، باكستان. وهي الطبيبة النفسية الأولى في باكستان.

## حياتها وتعليمها
ولدت الدكتورة أنعم نجم لعائلة مسلمة في مظفر آباد ، آزاد كشمير. تعلمت في كلية شاهين النموذجية، مظفر آباد وحصلت على درجة تمييز في مجلس إدارة AJK. حصلت على بكالوريوس الطب والجراحة من كلية أيوب الطبية، أبوت آباد ، وتخصصت في الطب النفسي من كلية الطب والجراحة في باكستان. وهي تعمل حالياً كطبيبة نفسية في المستشفى العسكري المشترك، مظفر آباد.

## حادثة الشلل الرباعي
في 15 مارس 2008 ، سافرت انعم نجم من راولبندي مع عائلتها إلى مظفر آباد. وأثناء منتصف الليل، أطلق مجموعة من اللصوص المسلحين النار على سيارة انعم نجم وأسرتها لإيقافهم، واُصيبت الدكتورة انعم نجم بإحدى الرصاصات في عنقها، مما أدى إلى إصابة في النخاع الشوكي والتي أدت إلى إصابة جسمها بالكامل بالشلل من أسفل الرقبة. ذهبت إلى كولونيا، ألمانيا في أكتوبر 2010 لتلقي العلاج بالخلايا الجذعية ولكن هذا العلاج لم يعالج حالتها على الإطلاق مما أدى إلى إصابتها بالشلل شبه التام، وأثر ذلك على أطرافها الأربعة، وهي حالة تعرف باسم الشلل الرباعي.

## جوائز
- جائزة إنجازات المرأة المتميزة في يوم المرأة 2016.